# 饼干镜头

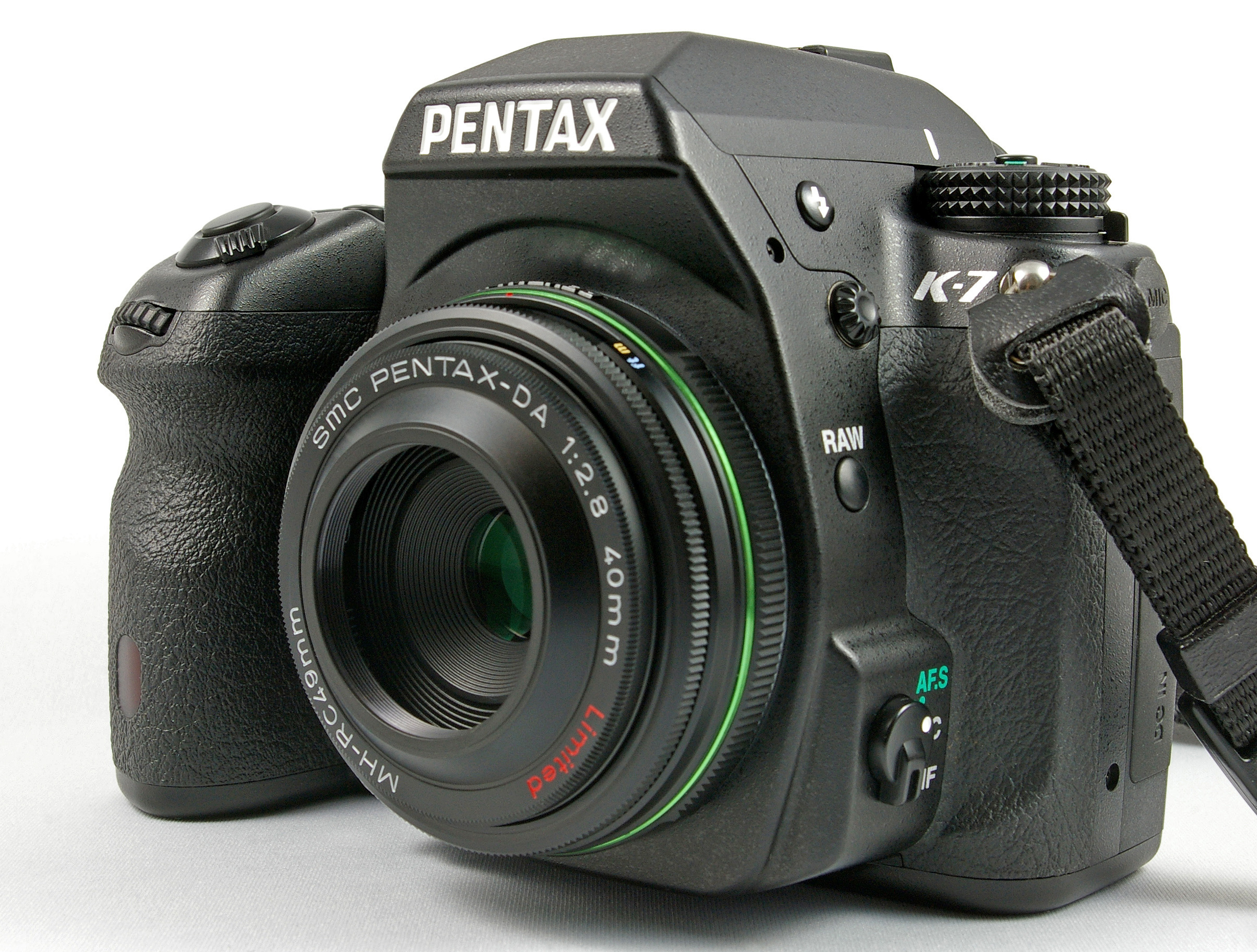
装有饼干镜头的数码单反相机

饼干镜头（英語：Pancake Lens），或称饼干镜、饼干头，指的是轴向较短，呈扁平外观的小型镜头。多数是定焦的广角或标准镜头。
需要注意，英文中形容的是鬆餅，而在翻译的过程中称作饼干，夸大了扁平轻薄的特性，有一定的差别。

## 概述

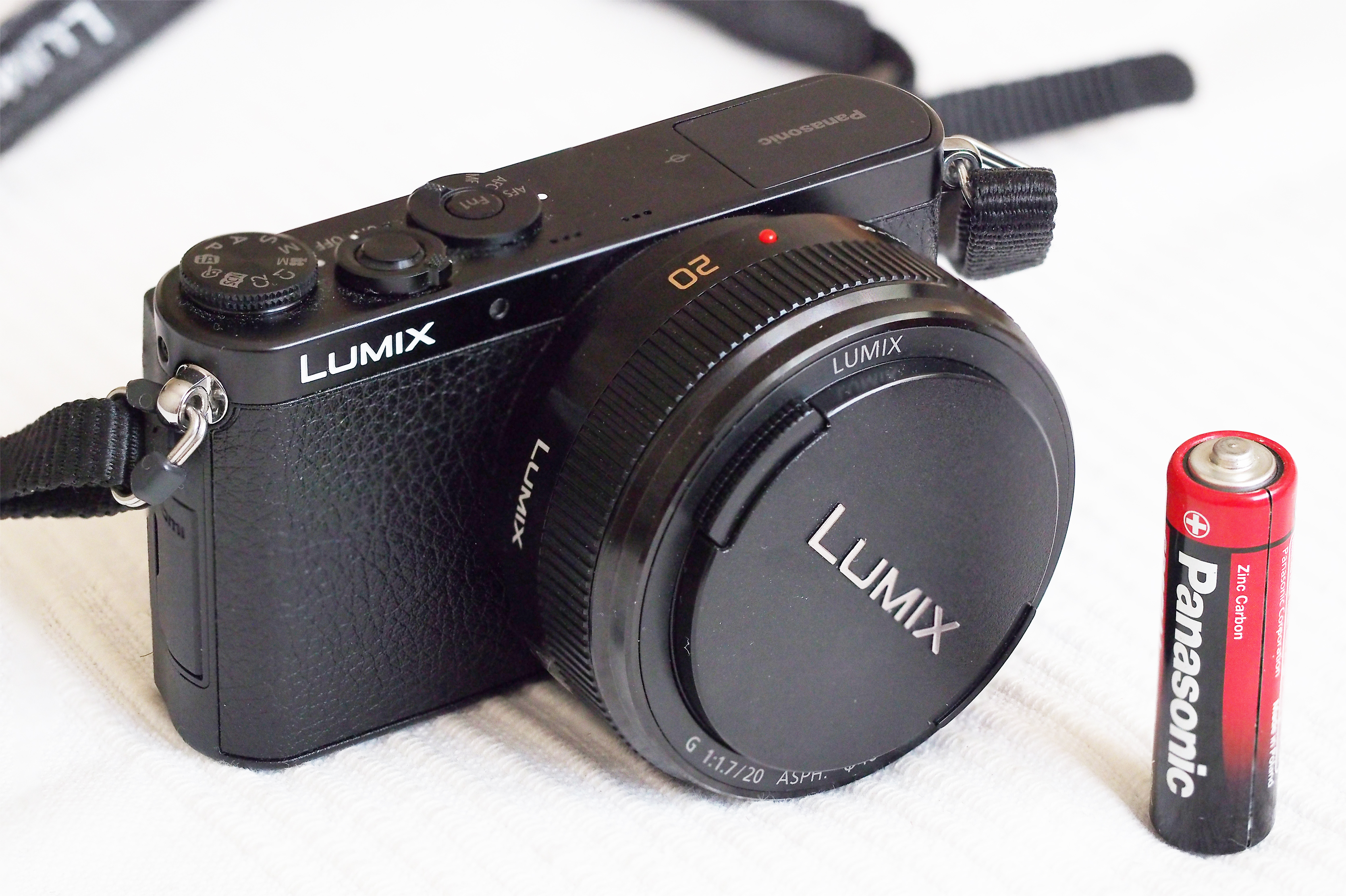
搭配饼干镜头的无反相机显得十分紧凑

饼干镜头是一个笼统概念，属于约定俗成的叫法，并没有特别规定。而根据观察，多数经典的饼干镜头的轴向长度与直径比例保持在1:3附近。饼干镜头可以在紧凑体积下提供合宜的光学素质，与相机配合之后，可以得到非常紧凑的体积，有的甚至可以如傻瓜相机放进口袋中。
通常，饼干镜头的设计采用简单的光学结构，减少镜片的使用量以达到紧凑的目的；如库克三片式（Cooke triplet）和天塞（Tessar）都是饼干镜头上经常应用的设计。此外，还有在饼干镜头上使用沉侗式设计(Collapsed)，使得在收纳时候轻便，而使用时展开；一些数码无反上的标准变焦饼干镜头即采用这类设计。
在单反相机上因为较长法兰距的存在，要设计短焦镜头需要使用反望远结构，从而使得饼干镜头焦段缺乏变化。相比之下，旁轴相机和无反光镜可换镜头相机上的设计更趋于多彩；同时，后者的出现也推动了对饼干镜头的需求。

## 知名的饼干镜头

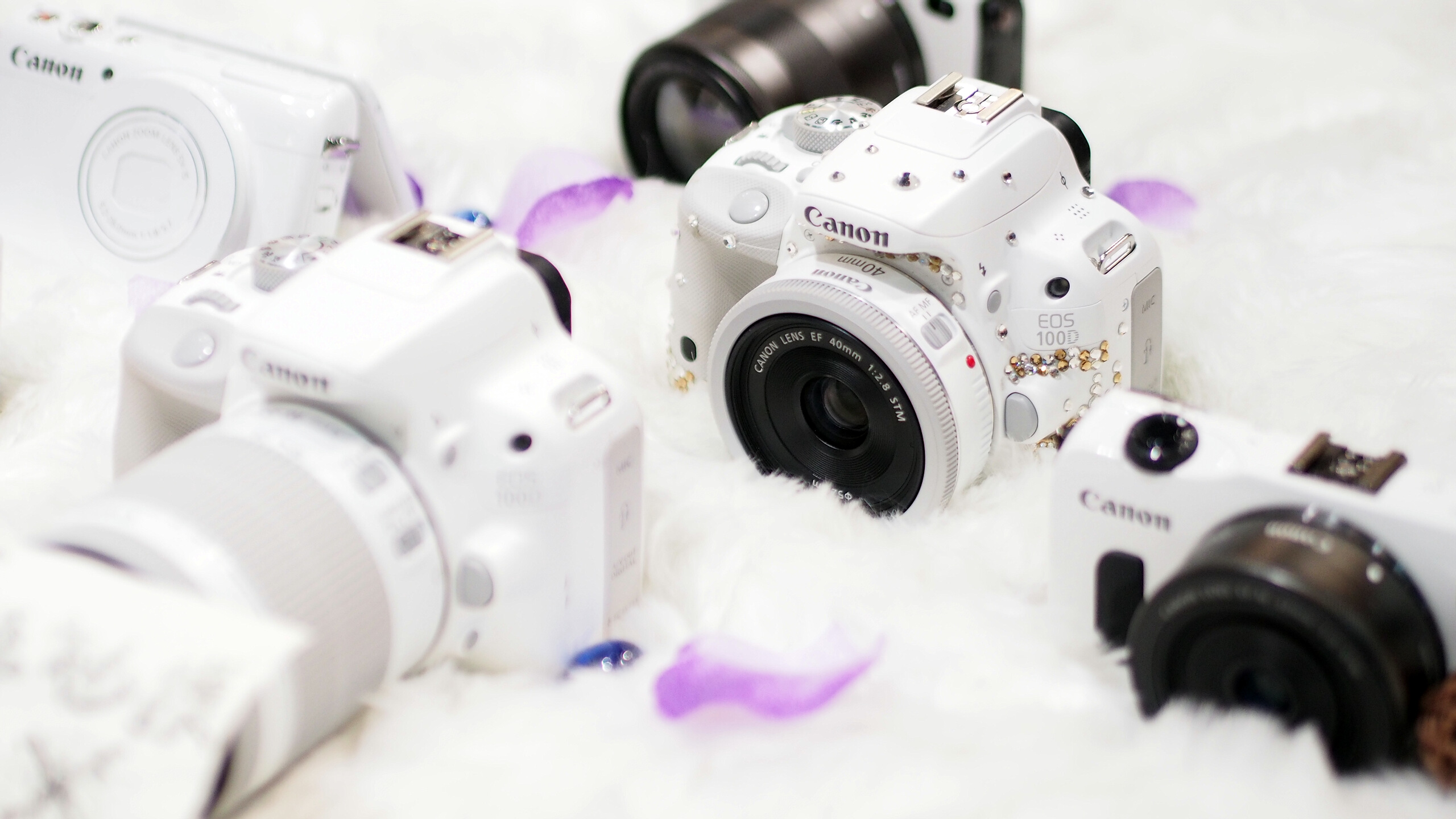
装配白色版40mm饼干镜头的100D

以下列出一些知名饼干镜头：

### 单反

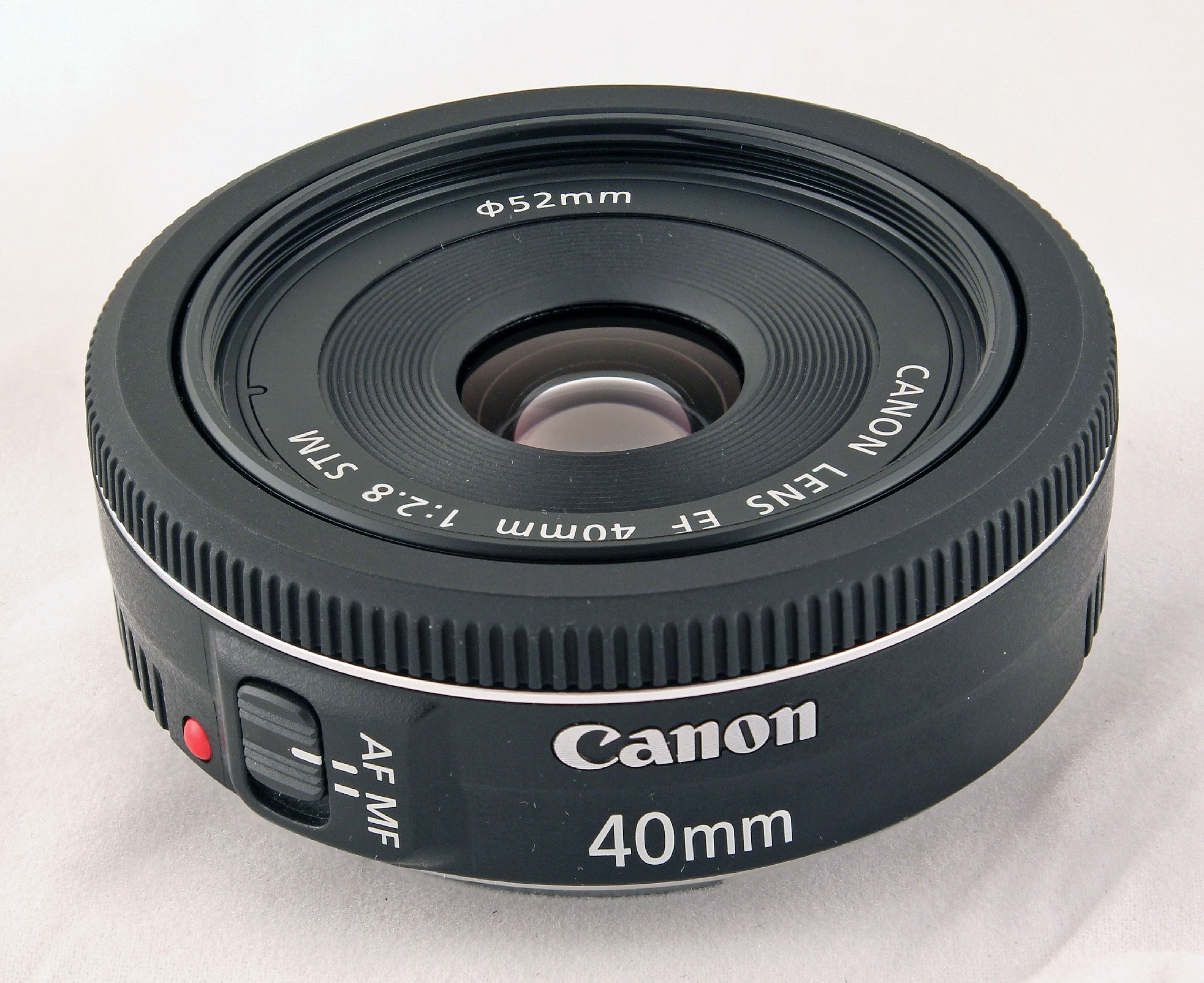
尼康 Nikkor 45mm F2.8 GN   尼康F卡口，GN标识表示其光圈结构支持在指定闪光灯输出指数下，保持主体曝光正确进行自动光圈选择
- 蔡司 45mm F2.8   YC卡口，天塞结构
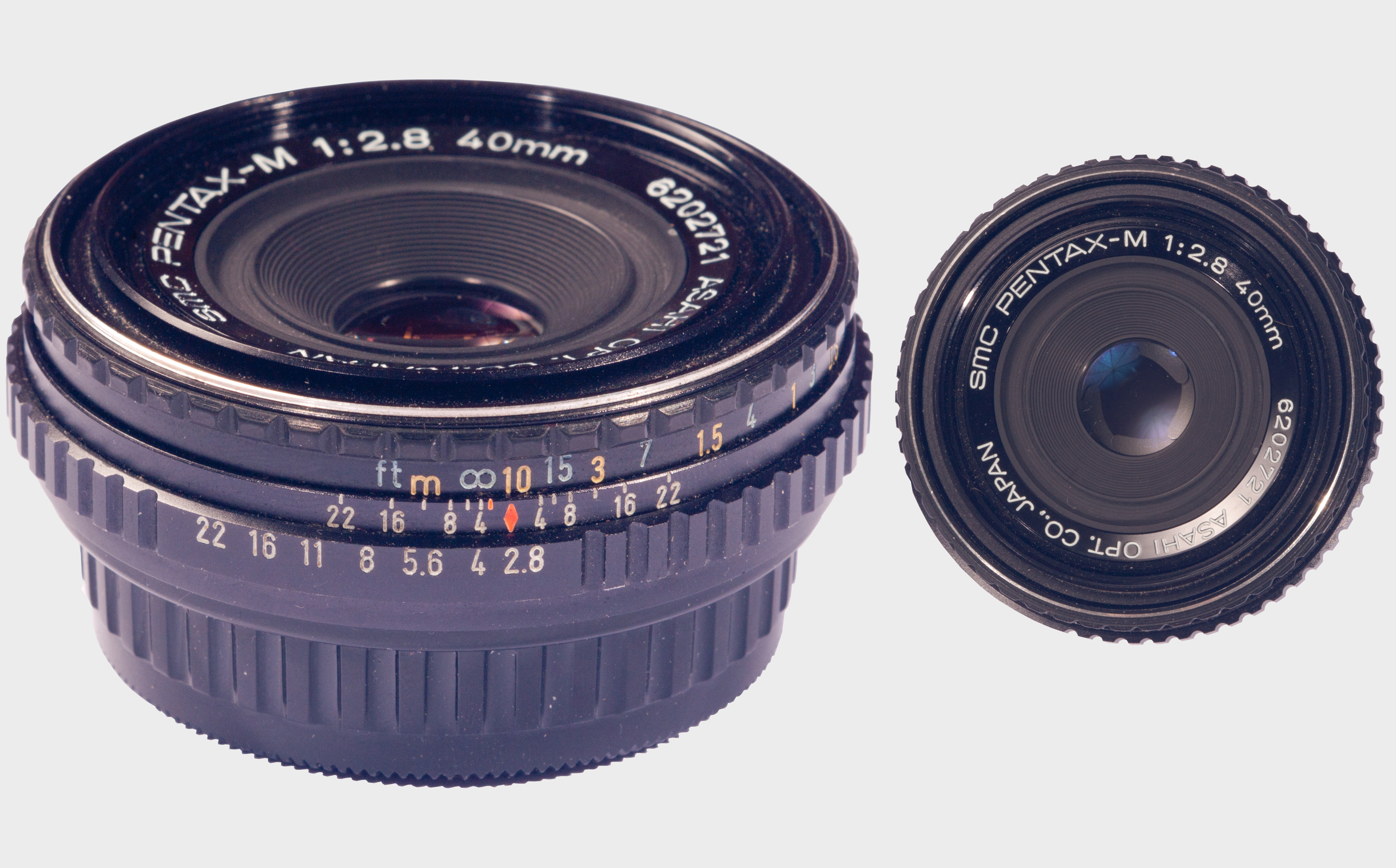
佳能 EF 40mm F2.8 STM
- 佳能 EF-S 24mm F2.8 STM
- 宾得 M 40mm F2.8
宾得 FA 43mm F1.9 Limited
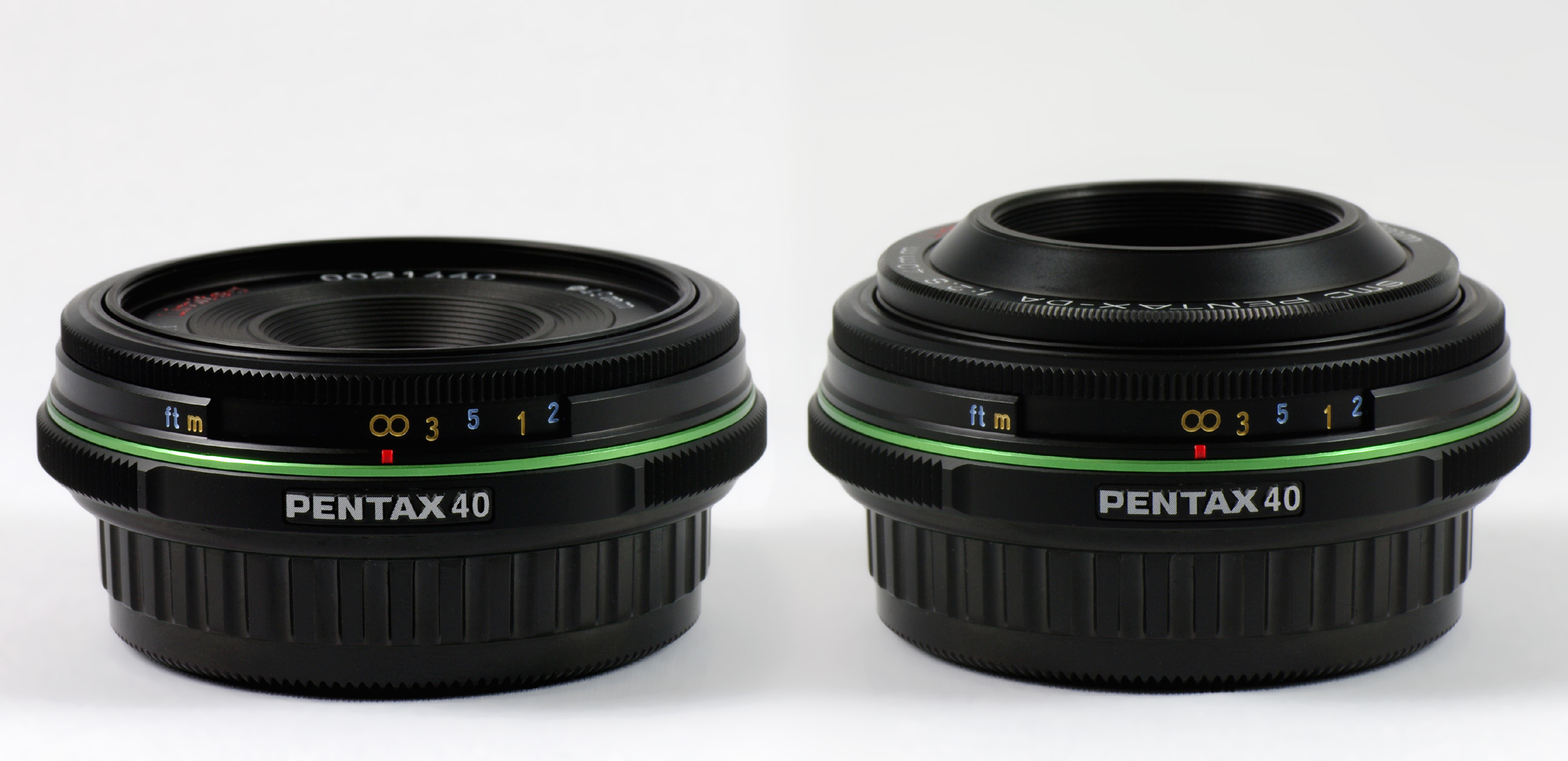
宾得 DA 21mm F3.2 Limited
- 宾得 DA 40mm F2.8 Limited
- 宾得 DA 40mm F2.8 XS
- 宾得 DA 70mm F2.4 Limited

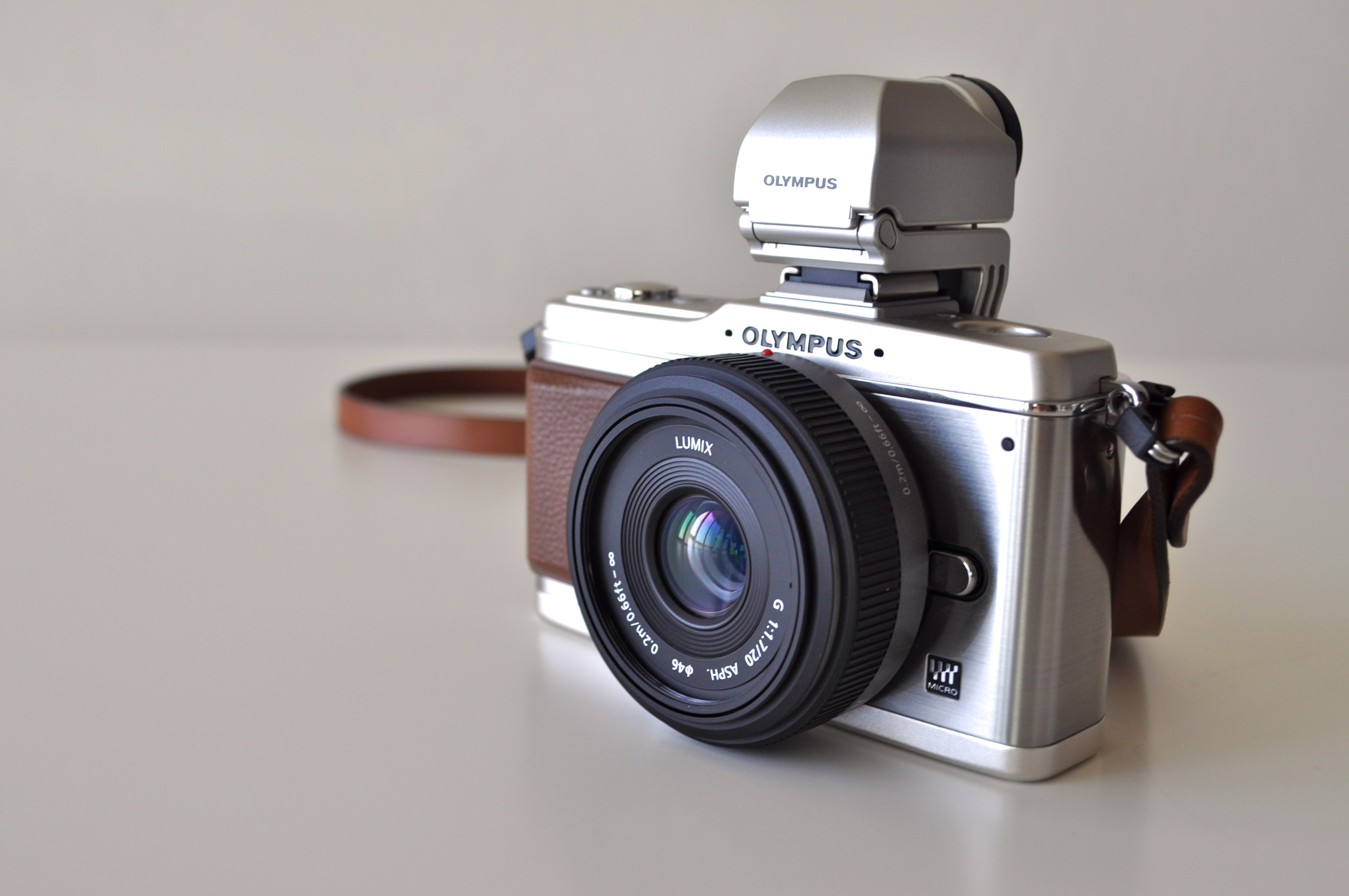
装配松下20mm饼干镜头的奥林巴斯E-P2

### 无反光镜可换镜头相机
- 微4/3系统
  - 奥林巴斯 Body Cap 9mm F8 FISHEYE
  - 奥林巴斯 Body Cap 15mm F8
  - 奥林巴斯 M.ZUIKO 17mm F2.8
  - 奥林巴斯 M.ZUIKO 14-42mm EZ
  - 松下 Lumix 14mm F2.5
  - 松下 Lumix 20mm F1.7
  - 松下 Lumix G VARIO 12-32mm
  - 松下 Lumix G X VARIO PZ 14-42mm
- 索尼E接环
  - E 16mm F2.8
  - E 20mm F2.8
  - E 16-50mm OSS
- 富士X接口
  - XM-FL 24mm F8
  - XF 27mm F2.8
- 佳能 EOS M
  - 佳能 EF-M 22mm F2 STM
- 尼康 AI 卡口
  - 尼康 AI 50mm F1.8s

- 佳能 EF 40mm F2.8 STM
- SMC Pentax-M 40mm F2.8
- Pentax DA 21mm F3.2
- 宾得的Limited版40饼